# Sankt Radegund
Sankt Radegund, zkráceně St. Radegund, je obec v okrese Braunau v rakouské spolkové zemi Horní Rakousy pojmenovaná po svatém Radegundisovi. Nachází se na západním okraji regionu Innviertel, kde řeka Salzach tvoří hranici s německou spolkovou zemí Bavorsko.

## Dějiny
Sankt Radegund byl původně součástí kmenového vévodství Bavorsko, ale podle pravidel Těšínského míru z roku 1779 připadl spolu s Innviertelem Rakouskému arcivévodství. Na počátku 30. let 20. století chodíval Joseph Ratzinger, pozdější papež Benedikt XVI. se svou matkou na nedělní procházky do Sankt Radegundu „a do dalších lokalit na rakouské straně Salzachu“. Obec je známá jako rodiště blahoslaveného Franze Jägerstättera, katolického sedláka a odpůrce vstupu do armády, který byl v srpnu 1943 popraven ve věznici Brandenburg-Görden. Jägerstätter byl nakonec 26. října 2007 blahořečen papežem Benediktem XVI. Jägerstätterova manželka Franziska Jägerstätterová žila v Sankt Radegundu až do své smrti v březnu 2013, kdy jí bylo 100 let.

## Geografie
Sankt Radegund leží v regionu Innviertel. Přibližně 72 % rozlohy obce tvoří lesy a 22 % zemědělská půda.[zdroj?]